# Транспортно-пусков контейнер
Транспортно-пусков контейнер (ТПК) е елемент от бойните ракетни комплекси с различно предназначение. Представлява цилиндричен контейнер, херметично закрит с твърди капаци или полутвърди диафрагми, в който ракетата се намира от момента на излизането от завода до самия старт. Произвежда се от метал или композитни материали.
ТПК предпазва ракетата от въздействията на околната среда, опростява транспортирането и обслужването на ракетата, снижава вероятността от попадане на пари от компонентите на ракетнтго гориво в атмосферата. Използването на ТПК позволява да се намали масата на ракетата, да се повиши нейната надеждност и боеготовност, да се опростят операциите по транспортирането на ракетата, нейното поставяне на ПУ и подготовката за старт.
Всички пневмохидравлични и електрически магистрали, свързващи ракетата с наземното оборудване, са прекарани през контейнера. Техните конектори са изведени на неговия горен край или отстрани. На външната страна на стените на ТПК може да е поставена част от наземната апаратура. Транспортирането на ракетите с всеки един вид транспорт също става в контейнер, заедно с контейнера ракетата се поставя в шахтовата или на мобилната ПУ.
В много случаи ТПК се използва като компонент от системата за минометен старт.

## История
За първи път идеята да се използва специален контейнер за транспортиране, подготовка и пуск на баллистичните ракети А4 е предложена по време на Втората световна война в Нацистка Германия през 1943 г. за обстрел на крайбрежните градове на САЩ. Тъй като ракетата преди старта трябва да бъде във вертикално положение, разполагането ѝ вътре в съществуващите германски подводни лодки е невъзможно, за това за доставянето на ракетите се предполага да се използват подводници тип XXI, които трябва в подводно положение да буксират до три контейнера, в които са ракетата, горивото и окислителя. Пред запуска, след изплуване, контейнера трябва да се изравни вертикално чрез запълване на кърмовите баластни цистерни, ракетата се зарежда и се осъществява пуска. Проекта получава развитие и три подобни контейнера са поръчани през 1944 г., но само един е сглобен до края на войната; цялата система нито веднъж не е изпитвана.
За първи път ТПК е използван в бойните ракетни комплекси УР-100.